# Heidebodemwevertje
Het heidebodemwevertje (Palliduphantes ericaeus) is een spinnensoort in de taxonomische indeling van de hangmatspinnen (Linyphiidae).
Het dier behoort tot het geslacht Palliduphantes. De wetenschappelijke naam van de soort werd voor het eerst geldig gepubliceerd in 1853 door John Blackwall.